# Elmer Ottis Wooton
Prof. Dr. Elmer Ottis Wooton (o Elmer Otis Wooton) ( 19 de septiembre de 1865, Kokomo, Indiana - 20 de noviembre de 1945, Arlington, Virginia) fue un botánico estadounidense.
Fue coautor con Paul Carpenter Standley (1884-1963) de Descriptions of new plants preliminary to a report upon the flora of New Mexico (1913) y de Flora of New Mexico (1915).
De 1890 a 1911, Wooton enseñaba ciencias en la Escuela de Agricultura y Mecánica de Artes de Nuevo México, Las Cruces; y exploraba herborizando su flora. Al final de su carrera entre sus propios materiales y del intercambio con colegas, tuvo más de 35.000 plantas de herbario, habiendo descrito y registrado 231 especies y 1 género
Luego se emplea en el "Bureau of Plant Industry", Washington D. C. y también investigando en la "Agricultural Experiment Station".

## Otras publicaciones

### Libros
- elmer ottis Wooton. 2010a. Cacti in New Mexico. Edición reimpresa de Kessinger Publ. LLC, 92 pp. ISBN 1166428753

- --------------------------------. 2010b. Flora of New Mexico. Edición ilustrada de General Books LLC, 772 pp. ISBN 1154707717

- --------------------------------. 2010c. The Grasses and Grass-Like Plants of New Mexico. Editor General Books LLC, 90 pp. ISBN 1152934686

- --------------------------------. 2010d. Certain Desert Plants As Emergency Stock Feed. Edición reimpresa de Kessinger Publ. LLC, 44 pp. ISBN 1166413136

- --------------------------------. 2009. Descriptions of New Plants Preliminary to a Report Upon the Flora of New Mexico. Editor General Books LLC, 84 pp. ISBN 0217404294

- --------------------------------. 1925. Dry farming in western Kansas: a study of 135 farms in Sherman, Thomas, and Finney Counties, farm year 1922: a preliminary report. Editor USDA, Bureau of Agricultural Economics, 51 pp.

- --------------------------------. 1924. Dry farming in eastern Colorado: a study of 151 farms in Lincoln and Washington Counties, farm year 1922: a preliminary report. Editor USDA, Bureau of Agricultural Economics, 70 pp.

- --------------------------------. 1916. Carrying capacity of grazing ranges in Southern Arizona. Editor Gov. Pr. Office. 40 pp.

- --------------------------------, paul carpenter Standley. 1915. The ferns of New Mexico. Edición reimpresa de Am. Fern J. 32 pp.

- --------------------------------. 1913. Trees and shrubs of New Mexico. Editor Republican, 159 pp.

- --------------------------------. 1908. The range problem in New Mexico. N.º 66 de Bulletin. Editor New Mexico College of Agr. and Mechanic Arts, Agr. Experiment Sta. 46 pp.

- --------------------------------. 1904. Native ornamental plants of New Mexico. Editor New Mexican Print. Co. 40 pp.

- --------------------------------. 1896. Some New Mexico forage plants. N.º 18 de Bulletin. Editor New Mexico College of Agr. and the Mechanic Arts, 38 pp.

- --------------------------------. 1895. Russian thistle. N.º 16 de Bulletin. Editor New Mexico College of Agr. and Mechanic Arts, 20 pp.

- --------------------------------. 1894. New Mexico weeds. N.º 1 y 13 de Bulletin. Editor New Mexico College of Agr. and the Mechanic Arts, 36 pp.

## Honores

### Epónimos
Género
- (Asteraceae) Wootonia Greene[1]

Especies
| - (Adiantaceae) Cheilanthes wootonii Maxon - (Asclepiadaceae) Matelea wootonii (Vail) Woodson - (Asteraceae) Sideranthus wootonii Standl. - (Asteraceae) Xanthium wootonii Cockerell ex De Vries | - (Brassicaceae) Thelypodiopsis wootonii (B.L.Rob.) Rollins - (Caesalpiniaceae) Caesalpinia wootonii (Britton) Eifert - (Cyperaceae) Carex wootonii Mack. - (Euphorbiaceae) Euphorbia wootonii Oudejans | - (Hydrangeaceae) Philadelphus wootonii S.Y.Hu - (Nyctaginaceae) Abronia wootonii (Standl.) Tidestr. - (Polygonaceae) Eriogonum wootonii (Reveal) Reveal - (Rosaceae) Crataegus wootoniana Eggl. |

- La abreviatura «Wooton» se emplea para indicar a Elmer Ottis Wooton como autoridad en la descripción y clasificación científica de los vegetales.[14]

## Fuente
- John Hendley Barnhart (1965). Biographical Notes upon Botanists. G.K. Hall & Co. Boston